# حکم موقت
حکم موقت (انگلیسی: Interlocutory injunction) یک دستور قضایی است که در جریان یک دعوای حقوقی و قبل از صدور حکم نهایی، توسط دادگاه صادر می‌شود. هدف از صدور این حکم، حفظ وضع موجود یا جلوگیری از وارد آمدن خسارت جبران‌ناپذیر به یکی از طرفین دعوا تا زمان صدور حکم نهایی است. به عنوان مثال، در یک دعوای مربوط به مالکیت یک ملک، دادگاه ممکن است حکمی موقت صادر کند که هرگونه ساخت و ساز یا تغییر در ملک را تا زمان تعیین تکلیف نهایی مالکیت ممنوع کند. حکم موقت معمولاً بر اساس درخواست یکی از طرفین دعوا و پس از بررسی شرایط و مدارک توسط دادگاه صادر می‌شود و می‌تواند به صورت موقت یا تا پایان دادرسی ادامه یابد.
به حکم موقت، قرار اعدادی هم گفته‌اند.